# Erich A. Bischof
Erich A. Bischof (Erich Arnold Bischof; * 20. August 1899 in Berlin; † 8. April 1990 in Neuenhagen bei Berlin) war ein kommunistischer deutscher Grafiker, der aus dem Deutschen Reich zunächst in die Tschechoslowakei und später über Polen nach England emigrierte.

## Leben und Werk
Bischof war der Sohn eines Tischlers. Nach dem Besuch der Volksschule machte er ab 1913 eine Ausbildung bei einer Bank in Berlin, wo er dann eine Anstellung erhielt. 1917 bestand er die Reifeprüfung für Obersekunda. Von 1918 bis 1919 war er im Militärdienst bei der Reichswehr. Um 1921/1922 zog er aus Berlin nach Neuenhagen.
Ab 1922 nahm er in Berlin an der Volkshochschule bei Hans Baluschek Zeichenunterricht. 1924 hielt er sich ein halbes Jahr in England auf, wo er in Birmingham-Bournville Gaststudent am Arbeitercollege Firecraft war. Von 1925 bis 1928 besuchte er die Kunstgewerbe- und Handwerkerschule Berlin-Ost in der Andreasstraße, wo er bei Walter Heisig vor allem Grafik erlernte. Dieses Studium musste er jedoch mehrmals aus finanziellen Gründen unterbrechen. Er war an der Schule Vorsitzender des Schülerrats und hatte Kontakte zu dem KPD-Stadtverordneten Fritz Lange und den kommunistischen Künstlern Max Keilson, Sandor Ek, Günther Wagner (* 1899), Rudolf Herrmann und Boris Angeluschew. Bischof arbeitete als freischaffender Gebrauchsgrafiker und war bis zu seinem Ausschluss 1933 Mitglied des Reichswirtschaftsverbands Bildender Künstler und ab 1928 der Assoziation revolutionärer bildender Künstler Deutschlands (ARBKD). 1929 trat er der KPD bei. Er war Pressezeichner im grafischen Atelier der KPD, entwarf Flugblätter und arbeitete als Grafiker für den Internationalen Arbeiterverlag, die Büchergilde Gutenberg und die Zeitschriften Rote Fahne, Roter Stern, Rote Post, Illustrierte Bauernzeitung und Die Neue Bücherschau. Daneben schuf er als freier Zeichner, Aquarellist und Grafiker u. a. expressive Landschaftsbilder. An der Marxistischen Arbeiterschule (MASCH) war Bischof Lehrer für Linolschnitttechnik. 1929 beteiligte er sich an den Ausstellungen der ARBKD und der Interessengemeinschaft für Arbeiterkultur (Ifa).
1933 wurde er von der Gestapo zweimal verhaftet. Im Oktober 1933 floh er nach Prag. Dort wurde er, u. a. neben John Heartfield, Theo Balden, Annemarie Balden-Wolff, Kurt Lade und Heinz Worner, Mitglied des Oskar-Kokoschka-Bundes. Unter dem Pseudonym Erich Arnold arbeitete er u. a. von 1935 bis 1938 für das Arbeiter-Jahrbuch der Tschechoslowakischen Sozialistischen Partei. Nach der Besetzung der CSR durch die deutsche Wehrmacht floh er im Sommer 1939 nach Polen und von dort kurz vor dem Einmarsch der Wehrmacht nach England. Dort wurde er Mitglied des Freien Deutschen Kulturbunds (FDKB), in dem er mit René Graetz und Heinz Worner die Sektion Bildende Künstler leitete. 1940 war er sechs Monate auf der Isle of Man als Enemy Alien interniert. Den Lebensunterhalt sicherte er durch Entwürfe für Plakate, u. a. für Filme verschiedener Studios.
1943 beteiligte er sich in der Londoner Whitechapel Art Gallery an der vom Jewish Cultural Club, dem Free Austrian Movement und der Free German League of Cultur ausgerichteten Artists aid Jewry exhibition, für die er auch die Titelgrafik des Ausstellungskatalogs schuf.
1948 ging Bischof in die Sowjetische Besatzungszone, wo er wieder in Neuenhagen lebte. Aus der englischen Emigration brachte er neben Dokumenten aus der Arbeit des Kulturbunds vor allem seltenes Material über das Leben in den englischen Internierungslagern mit, das sich heute, neben Zeichnungen Bischofs im Erich-A.-Bischof-Archiv der Akademie der Künste befindet.
Von 1948 bis 1955 war Bischof Bürgermeister von Neuenhagen. Danach arbeitete er bis 1960 bei der Liga für Völkerfreundschaft. Er organisierte u. a. Ausstellungen, so 1958 die Kunstausstellung der Deutschen Akademie der Künste in London, begleitete Gäste der Regierung der DDR und des Bundesvorstands des FDGB und leistete Dolmetscherdienste. Nach dem Eintritt in die Rente arbeitete er freiberuflich für den FDGB weiter als Dolmetscher und organisierte ab 1961 in Neuenhagen ortsgeschichtliche Ausstellungen. Neben seiner beruflichen Arbeit betätigte sich Bischof künstlerisch, vor allem mit Zeichnungen, Aquarellen, Holz- und Linolschnitten.
Bischof war von 1983 bis 1990 Mitglied des Verbandes Bildender Künstler der DDR (VBK).

## Ehrungen
- 1970: ASSO-Medaille „Gemeinsam kämpfen gemeinsam siegen“ des VBK
- 1984: Medaille für Verdienste um die Freundschaft der Völker

## Öffentliche Sammlungen mit Werken Bischofs (unvollständig)
- Bedburg-Hau: Museum Schloss Moyland
- Berlin: Nationalgalerie
- Hamburg: Kunstleihe Harburg[3]

## Werke (Auswahl)
- Arbeiterfamilie (1928, Holzschnitt, 270 × 205 mm)[4]
- Rot-Front-Kämpfer (1929, Holzschnitt; 1978 durch das damalige Armeemuseum der DDR erworben)

## Publikation Bischofs
- „Trotz alledem!“. Beiträge zur Geschichte der örtlichen Arbeiterbewegung in Neuenhagen von ihren Anfängen bis zur Befreiung vom faschistischen deutschen Imperialismus 1945. Hrsg.: Kreisleitung Strausberg der SED. 1979
- Beiträge zur Geschichte der örtlichen Arbeiterbewegung in Neuenhagen aus der Zeit der antifaschistisch-demokratischen Umwälzung (1945 bis 1949). Hrsg.: SED Kreisleitung Spremberg, 1984

## Ausstellungen (unvollständig)

### Einzelausstellungen
- 1982: Frankfurt/Oder, Galerie Junge Kunst („Leben und Werk“)
- 1984: Neuenhagen („Zu Hause und im Exil“)
- 1985: Wittenberg („Kulturarbeit im antifaschistische Exil“)

### Teilnahme an Ausstellungen
- 1941: London, Klubhaus des FDKB (Verkaufsausstellung von Emigranten und ihrer britischen Freuden)
- 1950: Kreiswanderausstellung Niederbarnim
- 1978: Neubrandenburg, Haus der Kultur und Bildung („Antifaschismus – unser Stil“)
- 1978/1979: Berlin, Altes Museum („Revolution und Realismus. Revolutionäre Kunst in Deutschland 1917 bis 1933“)
- 1981: Dresden, Ausstellungszentrum am Fučík-Platz („25 Jahre NVA“)
- 1982: Dresden, Armeemuseum („Dem Frieden verpflichtet“)
- 1983: Neubrandenburg, Haus der Kultur und Bildung („Maler bauen Barrikaden. Grafik der 20er Jahre“)
- 1985: Frankfurt/Oder, Bezirkskunstausstellung
- 1986: Leipzig, Museum der Bildenden Künste („Worin unsere Stärke besteht. Kampfaktionen der Arbeiterklasse im Spiegel der bildenden Kunst.“)
- 1986: Berlin, Orangerie des Schlosses Charlottenburg („Kunst im Exil in Großbritannien 1933 bis 1945“)
- 1987: Berlin, Altes Museum („Kunst in Berlin 1648 bis 1987“)
- 1988: Berlin, Museum für Deutsche Geschichte („Künstler im Klassenkampf“)